# Raymond Kegeris
Raymond "Ray" Kegeris (Bellwood, Nebraska, 10 de setembre de 1901 – Los Angeles, 14 d'agost de 1975) va ser un nadador estatunidenc que va competir en els anys posteriors a la Primera Guerra Mundial.
El 1920 va prendre part en els Jocs Olímpics d'Anvers, on va disputar la competició dels 100 metres esquena del programa de natació. En ella guanyà la medalla de plata.
El 1921 i 1922 guanyà el campionat nacional de l'Amateur Athletic Union (AAU) de 150 iardes esquena. També guanyà nombrosos títols als Campionats de la Costa del Pacífic.